# Roamy Alonso
Roamy Raul Alonso Arce (Matanzas, 24 de julho de 1997) é um jogador de voleibol cubano que atua na posição de central.

## Carreira

### Clube
A carreira de Alonso começou em 2015, jogando pelo time provincial de Matanzas em torneios amadores cubanos. Em 2019 o cubano foi atuar no voleibol italiano após fechar contrato com o Consar Ravenna. Na temporada seguinte, o central foi anunciado como o novo reforço do Chaumont Volley-Ball 52 para competir o campeonato francês. Com o novo clube o central conquistou o título da Supercopa Francesa de 2021.
Em 2022 o central voltou ao voleibol italiano após assinar contrato com o Gas Sales Bluenergy Piacenza.

### Seleção
Alonso disputou o Campeonato Mundial Sub-19 de 2015 onde terminou na 10ª colocação. Integrou a seleção adulta cubana para competir o Torneio Pré-Olímpico da NORCECA, em 2016. 
Em 2017 o central foi vice-campeão da Copa Pan-Americana Sub-21, do Campeonato Mundial Sub-21 e medalha de bronze no Campeonato Mundial Sub-23.
Em 2018 se sagrou campeão da Copa Pan-Americana Sub-23 ao derrotar a seleção mexicana na final. No ano seguinte foi campeão da Copa Pan-Americana e do Campeonato NORCECA. No mesmo ano conquistou a medalha de prata nos Jogos Pan-Americanos de Lima ao ser derrotado na final pela seleção argentina; levando o prêmio de um dos melhores centrais da competição.

## Títulos
Chaumont Volley-Ball 52
- Copa da França: 2021–22

- Supercopa Francesa: 2021

Gas Sales Piacenza
- Copa Itália: 2022–23

Seleção Cubana
- Copa Pan-Americana Sub-23: 2018

## Clubes
| Anos      | Clube                        |
| --------- | ---------------------------- |
| 2015–2019 | Matanzas                     |
| 2019–2020 | Consar Ravenna               |
| 2020–2022 | Chaumont Volley-Ball 52      |
| 2022–     | Gas Sales Bluenergy Piacenza |

## Prêmios individuais
- 2016: Campeonato NORCECA Sub-21 – Melhor central
- 2018: Copa Pan-Americana – Melhor central
- 2018: Copa Pan-Americana Sub-23 – MVP
- 2019: Copa Pan-Americana – Melhor central
- 2019: Jogos Pan-Americanos – Melhor central
- 2019: Campeonato NORCECA – Melhor central
- 2022: Qualificatórias da Challenger Cup – Melhor central